# Cosmophasis orsimoides
Cosmophasis orsimoides là một loài nhện trong họ Salticidae.
Loài này thuộc chi Cosmophasis. Cosmophasis orsimoides được Embrik Strand miêu tả năm 1911.